# Naga (Fotokol)
Pour les articles homonymes, voir Naga.
Naga (ou Nige) est une localité du Cameroun située au sud du lac Tchad dans le département du Logone-et-Chari et la Région de l'Extrême-Nord. Elle fait partie de la commune de Fotokol.

## Population
Lors du recensement de 2005, on y a dénombré 153 personnes.